# Castro dei Volsci
Castro dei Volsci est une commune italienne de la province de Frosinone, dans la région du Latium.

## Administration
| Période                                  | Période | Identité | Étiquette | Qualité |
| ---------------------------------------- | ------- | -------- | --------- | ------- |
|                                          |         |          |           |         |
| Les données manquantes sont à compléter. |         |          |           |         |

### Communes limitrophes
Amaseno, Ceccano, Ceprano, Falvaterra, Lenola, Pastena, Pofi, Vallecorsa, Villa Santo Stefano

## Jumelages
- Cabannes (France), depuis 2010.

### Personnalités
- Nino Manfredi est né ici.